# Championnats d'Europe d'aviron 1900
Navigation
Édition précédente Édition suivante
Les championnats d'Europe d'aviron 1900, huitième édition des championnats d'Europe d'aviron, ont lieu en 1900 à Paris, en France.
La compétition a lieu une semaine après les Jeux olympiques sur le même parcours et dans les mêmes conditions.

## Podiums

### Hommes
| Épreuves           | Or | Argent                                                                                            | Bronze                                                       |
| ------------------ | --- | ------------------------------------------------------------------------------------------------- | ------------------------------------------------------------ |
| Skiff M1x          | Louis Prével (FRA) | Edmond Delaet (BEL)                                                                               | Luigi Gerli (ITA)                                            |
| Deux de couple M2x | France Carlos Deltour Antoine Védrenne | Belgique Prospère Bruggeman Charles Boone                                                         | Alsace-Lorraine ? ?                                          |
| Deux barré M2+     | France Lucien Martinet René Waleff ? (barreur) | Belgique Marcel Van Crombrugge Oscar de Somville Alfred Van Landeghem (barreur)                   | Italie Paolo Diana Giuseppe Nacci Clementino Sbisà (barreur) |
| Quatre barré M4+   | Belgique Marcel Van Crombrugge Maurice Hemelsoet Prospère Bruggeman Oscar de Somville Alfred Van Landeghem (barreur)                                                               | Italie Paolo Diana Giuseppe Nacci Gaetano Caccavallo Vittorio Narducci Clementino Sbisà (barreur) |                                                              |
| Huit M8+           | Belgique Marcel Van Crombrugge Maurice Hemelsoet Oscar de Cock Maurice Verdonck Prospère Bruggeman Oscar de Somville Frank Odberg Jules De Bisschop Alfred Van Landeghem (barreur) | France André Gaudin                                                                               |                                                              |